# Heonae
Heonae (en coreano: 헌애왕후; 964-20 de enero de 1029) fue la tercera reina consorte del rey Gyeongjong de Koryo. Sirvió como regente de Koryo desde el año 997 hasta el 1009 durante la minoría de edad de su hijo, el rey Mokjong de Koryo. La historia de su vida fue la base para el drama Empress Cheonchu.

## Biografía

### Primeros años
Heonae nació en la rama Hwangju de la casa real del Reino de Koryo. Su padre, Wang Wook, fue el octavo hijo del rey Taejo de Koryo por su cuarta esposa, la reina Sinjeong. Tuvo un hermano mayor, Wang Chi, el futuro rey Seongjong de Koryo, y una hermana menor que se convirtió en la madre del rey Hyeonjong de Koryo.

### Matrimonio
Heonae se casó con Gyeongjong de Koryo, su primer primo. Ella fue la hermana del rey Seongjong de Koryo.

### Regencia
Cuando su hijo Mokjong de Koryo se convirtió en rey en el año 997, ella se convirtió en regente. Sin embargo, contrajo matrimonio por consentimiento con Kim Chi-yang y dio a luz a un hijo suyo. Kim Chi-yang conspiró para colocar a su hijo en el trono.
Cuando Kim Chi-yang quemó Manwoldae, el palacio real, hasta los cimientos, amenazando con matar al rey y hacerse cargo, el rey Mokjong llamó al general Gang Jo a la ciudad capital de Kaesong. El general Gang Jo ejecutó inmediatamente a Kim Chi-Yang y sus seguidores.
Luego, los funcionarios académicos, enemigos de Gang Jo, difundieron rumores y mentiras de que el general planeaba hacerse cargo del gobierno por sí mismo. Estos rumores llegaron al rey y él planeaba matar a Gang Jo. Gang Jo se enteró de la conspiración y las dudas del rey, y ordenó a su ejército que atacara y matara a todos sus enemigos, incluido el rey. Después de asesinar al rey Mokjong, el general Gang colocó al rey Hyeonjong de Koryo en el trono. La reina Cheonchu fue exiliada a Hwangju.

## En la cultura popular
- Fue representado por Chae Si-ra y Kim So-eun en la serie de televisión de KBS2 Empress Cheonchu.